# Brunnipila
Brunnipila Baral – rodzaj grzybów z rodziny Lachnaceae.

## Systematyka i nazewnictwo
Pozycja w klasyfikacji według Index Fungorum
Lachnaceae, Helotiales, Leotiomycetidae, Leotiomycetes, Pezizomycotina, Ascomycota, Fungi.
Gatunki wstępujące w Polsce
- Brunnipila cannabina (Rehm) Raitv. & Järv 1997
- Brunnipila clandestina (Bull.) Baral 1985
- Brunnipila calycioides (Rehm) Baral, in Baral & Krieglsteiner, Beih. Z. Mykol. 6: 49 (1985)
- Brunnipila calyculiformis (Schumach.) Baral 1985,
- Brunnipila fuscescens (Pers.) Baral 1985
- Brunnipila palearum (Desm.) Baral 1985

Nazwy naukowe na podstawie Index Fungorum. Wykaz gatunków według M.A. Chmiel i innych źródeł